# Teupin Mamplam
Teupin Mamplam is een bestuurslaag in het regentschap Aceh Timur van de provincie Atjeh, Indonesië. Teupin Mamplam telt 784 inwoners (volkstelling 2010).